# Lista de deputados estaduais do Maranhão da 19.ª legislatura
Esta é a lista de deputados estaduais do Maranhão eleitos para a 19.ª legislatura. Um total de 42 deputados estaduais foram eleitos em 7 de outubro de 2018, sendo 19 reeleitos. Os parlamentares irão legislar por um mandato de quatro anos entre 1.º de fevereiro de 2019 e 31 de janeiro de 2023. A cada biênio, será eleita uma mesa diretora dentre os parlamentares para chefiar os trabalhos da Assembleia Legislativa do Maranhão.

## Mesa diretora

### Primeiro biênio (2019–2020)
A primeira mesa teve apenas uma chapa concorrendo, e foi aclamada pelos 42 deputados. Othelino Neto, que havia assumido a presidência da assembleia com a morte do titular Humberto Coutinho em 2018, foi reconduzido ao cargo.
| Foto | Cargo               | Nome                 | Partido |
| ---- | ------------------- | -------------------- | ------- |
|      | Presidente          | Othelino Neto        | PCdoB   |
|      | 1.º Vice-presidente | Glalbert Cutrim      | PDT     |
|      | 2.ª Vice-presidente | Detinha              | PL      |
|      | 3.ª Vice-presidente | Dra. Thaiza Hortegal | PP      |
|      | 4.º Vice-presidente | Roberto Costa        | MDB     |
|      | 1.ª Secretária      | Andreia Rezende      | DEM     |
|      | 2.ª Secretária      | Dra. Cleide Coutinho | PDT     |
|      | 3.º Secretário      | Pará Figueiredo      | PSL     |
|      | 4.ª Secretária      | Daniella Tema        | DEM     |

### Segundo biênio (2021–2022)
Em 29 de abril de 2019, foi aprovada uma resolução legislativa de autoria do deputado Neto Evangelista, que alterava o artigo 7 do Regimento Interno da Assembleia Legislativa, possibilitando a antecipação da eleição da mesa diretora para o segundo biênio. Mais uma vez, em 6 de maio, com apenas uma chapa concorrendo, Othelino Neto foi aclamado por 41 dos 42 deputados (sendo a exceção Hélio Soares, que se ausentou da votação), garantindo então os quatro anos à frente da presidência da ALEMA durante a 19.ª legislatura.
| Foto | Cargo               | Nome                 | Partido |
| ---- | ------------------- | -------------------- | ------- |
|      | Presidente          | Othelino Neto        | PCdoB   |
|      | 1.º Vice-presidente | Glalbert Cutrim      | PDT     |
|      | 2.ª Vice-presidente | Detinha              | PL      |
|      | 3.º Vice-presidente | Rildo Amaral         | PP      |
|      | 4.º Vice-presidente | César Pires          | PSD     |
|      | 1.ª Secretária      | Andreia Rezende      | PSB     |
|      | 2.ª Secretária      | Dra. Cleide Coutinho | PDT     |
|      | 3.º Secretário      | Pará Figueiredo      | PL      |
|      | 4.º Secretário      | Paulo Neto           | PSB     |

## Blocos partidários
| Bloco                                   | Líder               | Número de deputados | Ref.  |
| --------------------------------------- | ------------------- | ------------------- | ----- |
| Bloco de Governo (Unidos Pelo Maranhão) | Duarte Júnior (PSB) | 24 / 42             | [ 5 ] |
| Bloco de Oposição (Democrático)         | Vinícius Louro (PL) | 16 / 42             | [ 6 ] |
| Independente                            | Roberto Costa (MDB) | 2 / 42              | [ 7 ] |

## Partidos
| Partido | Líder               | Número de deputados | Posição      |
| ------- | ------------------- | ------------------- | ------------ |
| PSB     | Edson Araújo        | 10 / 42             | Governo      |
| PP      | Arnaldo Melo        | 6 / 42              | Governo      |
| PCdoB   | Carlinhos Florêncio | 5 / 42              | Governo      |
| PDT     |                     | 5 / 42              | Oposição     |
| PL      | Hélio Soares        | 4 / 42              | Oposição     |
| PSD     | César Pires         | 4 / 42              | Oposição     |
| MDB     | Roberto Costa       | 2 / 42              | Independente |
| PV      | Adriano Sarney      | 2 / 42              | Governo      |
| PODE    | Fábio Macedo        | 1 / 42              | Oposição     |
| PSC     | Wellington do Curso | 1 / 42              | Oposição     |
| PT      | Zé Inácio           | 1 / 42              | Governo      |
| União   | Neto Evangelista    | 1 / 42              | Oposição     |

## Parlamentares
| Nome | Nome                    | Partido | Coligação                                                        | Votos  | Notas | Perfil |
| ---- | ----------------------- | ------- | ---------------------------------------------------------------- | ------ | --- | ------ |
|      | Adelmo Soares           | PCdoB   | PDT / PCdoB / PSB / Republicanos / PL / DEM / PP / Agir / Avante | 43.974 | | Ver    |
|      | Adriano Sarney          | PV      | MDB / PV / PSD / PSC / PMB / PRP                                 | 50.679 | | Ver    |
|      | Ana do Gás              | PCdoB   | PDT / PCdoB / PSB / Republicanos / PL / DEM / PP / Agir / Avante | 44.321 | | Ver    |
|      | Andreia Rezende         | PSB     | PDT / PCdoB / PSB / Republicanos / PL / DEM / PP / Agir / Avante | 47.252 | Eleita pelo DEM                                                                                                 | Ver    |
|      | Antônio Pereira         | PSB     | PDT / PCdoB / PSB / Republicanos / PL / DEM / PP / Agir / Avante | 37.935 | Eleito pelo DEM                                                                                                 | Ver    |
|      | Ariston Ribeiro         | PSB     | PDT / PCdoB / PSB / Republicanos / PL / DEM / PP / Agir / Avante | 31.332 | 2.º suplente, assumiu com a renúncia de Marcelo Tavares. Antes, foi suplente temporário de Márcio Honaiser      | Ver    |
|      | Arnaldo Melo            | PP      | MDB / PV / PSD / PSC / PMB / PRP                                 | 35.958 | Eleito pelo MDB                                                                                                 | Ver    |
|      | Betel Gomes             | MDB     | PRTB                                                             | 21.687 | 1.ª suplente, assumiu com a renúncia de Felipe dos Pneus                                                        | Ver    |
|      | Carlinhos Florêncio     | PCdoB   | PDT / PCdoB / PSB / Republicanos / PL / DEM / PP / Agir / Avante | 50.359 | | Ver    |
|      | César Pires             | PSD     | MDB / PV / PSD / PSC / PMB / PRP                                 | 30.091 | Eleito pelo PV                                                                                                  | Ver    |
|      | Ciro Neto               | PDT     | PDT / PCdoB / PSB / Republicanos / PL / DEM / PP / Agir / Avante | 36.688 | Eleito pelo PP                                                                                                  | Ver    |
|      | Daniella Tema           | PSB     | PDT / PCdoB / PSB / Republicanos / PL / DEM / PP / Agir / Avante | 40.541 | Eleita pelo DEM                                                                                                 | Ver    |
|      | Detinha                 | PL      | PDT / PCdoB / PSB / Republicanos / PL / DEM / PP / Agir / Avante | 88.402 | | Ver    |
|      | Dra. Cleide Coutinho    | PDT     | PDT / PCdoB / PSB / Republicanos / PL / DEM / PP / Agir / Avante | 65.438 | | Ver    |
|      | Dra. Thaiza Hortegal    | PDT     | PDT / PCdoB / PSB / Republicanos / PL / DEM / PP / Agir / Avante | 51.895 | Eleita pelo PP                                                                                                  | Ver    |
|      | Duarte Júnior           | PSB     | PDT / PCdoB / PSB / Republicanos / PL / DEM / PP / Agir / Avante | 65.144 | Eleito pelo PCdoB                                                                                               | Ver    |
|      | Edivaldo Holanda        | PSD     | PDT / PCdoB / PSB / Republicanos / PL / DEM / PP / Agir / Avante | 32.916 | 1.º suplente, assumiu com a morte de Zé Gentil. Antes, foi suplente temporário de Marcelo Tavares               | Ver    |
|      | Edson Araújo            | PSB     | PDT / PCdoB / PSB / Republicanos / PL / DEM / PP / Agir / Avante | 45.819 | | Ver    |
|      | Fábio Braga             | PP      | Solidariedade / Patriota                                         | 28.973 | 1.º suplente, assumiu com a renúncia de Fernando Pessoa; Licenciado, sendo substituído por Jota Pinto (Podemos) | Ver    |
|      | Fábio Macedo            | PODE    | PDT / PCdoB / PSB / Republicanos / PL / DEM / PP / Agir / Avante | 34.873 | Eleito pelo PDT                                                                                                 | Ver    |
|      | Glalbert Cutrim         | PDT     | PDT / PCdoB / PSB / Republicanos / PL / DEM / PP / Agir / Avante | 42.773 | | Ver    |
|      | Helena Duailibe         | PP      | Solidariedade / Patriota                                         | 31.147 | Eleita pelo Solidariedade                                                                                       | Ver    |
|      | Hélio Soares            | PL      | PDT / PCdoB / PSB / Republicanos / PL / DEM / PP / Agir / Avante | 38.555 | | Ver    |
|      | Leonardo Sá             | PP      | PRTB                                                             | 31.682 | Eleito pelo PRTB                                                                                                | Ver    |
|      | Márcio Honaiser         | PDT     | PDT / PCdoB / PSB / Republicanos / PL / DEM / PP / Agir / Avante | 56.322 | | Ver    |
|      | Mical Damasceno         | PSD     | PTB / PROS / Cidadania / PPL                                     | 30.693 | Eleita pelo PTB                                                                                                 | Ver    |
|      | Neto Evangelista        | União   | PDT / PCdoB / PSB / Republicanos / PL / DEM / PP / Agir / Avante | 49.480 | Eleito pelo DEM                                                                                                 | Ver    |
|      | Othelino Neto           | PCdoB   | PDT / PCdoB / PSB / Republicanos / PL / DEM / PP / Agir / Avante | 60.386 | | Ver    |
|      | Pará Figueiredo         | PL      | PSL                                                              | 31.555 | Eleito pelo PSL                                                                                                 | Ver    |
|      | Pastor Cavalcante       | PSD     | PTB / PROS / Cidadania / PPL                                     | 29.366 | Eleito pelo PROS                                                                                                | Ver    |
|      | Paulo Neto              | PSB     | PDT / PCdoB / PSB / Republicanos / PL / DEM / PP / Agir / Avante | 41.765 | Eleito pelo DEM                                                                                                 | Ver    |
|      | Professor Marco Aurélio | PSB     | PDT / PCdoB / PSB / Republicanos / PL / DEM / PP / Agir / Avante | 47.683 | Eleito pelo PCdoB                                                                                               | Ver    |
|      | Rafael Leitoa           | PSB     | PDT / PCdoB / PSB / Republicanos / PL / DEM / PP / Agir / Avante | 45.462 | Eleito pelo PDT                                                                                                 | Ver    |
|      | Ricardo Rios            | PCdoB   | PDT / PCdoB / PSB / Republicanos / PL / DEM / PP / Agir / Avante | 33.202 | Eleito pelo PDT                                                                                                 | Ver    |
|      | Rildo Amaral            | PP      | Solidariedade / Patriota                                         | 33.239 | Eleito pelo Solidariedade                                                                                       | Ver    |
|      | Roberto Costa           | MDB     | MDB / PV / PSD / PSC / PMB / PRP                                 | 35.214 | | Ver    |
|      | Socorro Waquim          | PP      | MDB / PV / PSD / PSC / PMB / PRP                                 | 19.521 | 1.ª suplente, assumiu com a renúncia de Rigo Teles                                                              | Ver    |
|      | Vinícius Louro          | PL      | PDT / PCdoB / PSB / Republicanos / PL / DEM / PP / Agir / Avante | 39.873 | | Ver    |
|      | Wellington do Curso     | PSC     | PSDB                                                             | 24.950 | Eleito pelo PSDB                                                                                                | Ver    |
|      | Wendell Lages           | PV      | PMN / PHS                                                        | 22.989 | Eleito pelo PMN                                                                                                 | Ver    |
|      | Yglésio Moyses          | PSB     | PDT / PCdoB / PSB / Republicanos / PL / DEM / PP / Agir / Avante | 39.804 | Eleito pelo PDT                                                                                                 | Ver    |
|      | Zé Inácio               | PT      | PT                                                               | 31.603 | | Ver    |

## Renúncias
| Nome             | Partido       | Coligação                                                        | Votos  | Data                  | Motivo                                                         | Efetivado(a)          | Ref.  |
| ---------------- | ------------- | ---------------------------------------------------------------- | ------ | --------------------- | -------------------------------------------------------------- | --------------------- | ----- |
| Felipe dos Pneus | Republicanos  | PRTB                                                             | 21.714 | 1 de janeiro de 2021  | Eleito prefeito de Santa Inês em 2020                          | Betel Gomes (MDB)     | [ 8 ] |
| Fernando Pessoa  | Solidariedade | Solidariedade / Patriota                                         | 47.343 | 1 de janeiro de 2021  | Eleito prefeito de Tuntum em 2020                              | Fábio Braga (PP)      | [ 8 ] |
| Rigo Teles       | PL            | MDB / PV / PSD / PSC / PMB / PRP                                 | 43.633 | 1 de janeiro de 2021  | Eleito prefeito de Barra do Corda em 2020                      | Socorro Waquim (PP)   | [ 8 ] |
| Marcelo Tavares  | PSB           | PDT / PCdoB / PSB / Republicanos / PL / DEM / PP / Agir / Avante | 48.269 | 2 de setembro de 2021 | Eleito conselheiro do Tribunal de Contas do Estado do Maranhão | Ariston Ribeiro (PSB) | [ 9 ] |

## Mortes
| Nome      | Partido      | Coligação                                                        | Votos  | Data                | Efetivado(a)           | Ref.          |
| --------- | ------------ | ---------------------------------------------------------------- | ------ | ------------------- | ---------------------- | ------------- |
| Zé Gentil | Republicanos | PDT / PCdoB / PSB / Republicanos / PL / DEM / PP / Agir / Avante | 62.364 | 15 de junho de 2020 | Edivaldo Holanda (PSD) | [ 10 ] [ 11 ] |